# Resolució 1238 del Consell de Seguretat de les Nacions Unides
La Resolució 1238 del Consell de Seguretat de les Nacions Unides, adoptada per unanimitat el 14 de maig de 1999 després de reafirmar totes les resolucions anteriors del Sàhara Occidental, el Consell el Consell va ampliar el mandat de la Missió de Nacions Unides pel Referèndum al Sàhara Occidental (MINURSO) fins al 14 de setembre de 1999.
El Consell de Seguretat va acollir amb beneplàcit l'acceptació pel Govern del Marroc i el Front Polisario de les modalitats detallades per a la implementació del paquet de mesures del Secretari General Kofi Annan relatives a la identificació dels votants, el procés d'apel·lacions i el calendari d'implementació revisat com a part del Pla de Regularització.
El mandat de la MINURSO es va ampliar per permetre la represa del procés d'identificació, l'inici del procés d'apel·lació i la conclusió de tots els acords pendents relacionats amb el Pla de Regularització. El Consell va recolzar l'augment del personal de la Comissió d'Identificació de 25 a 30 membres.
Es va demanar al Secretari General que informés cada 45 dies sobre les novetats relatives al pla de regularització, en particular pel que fa a la cooperació d'ambdues parts en relació amb la identificació dels votants, els protocols relacionats amb els refugiats i la confirmació que l'Alt Comissionat de les Nacions Unides per als Refugiats (ACNUR) estava operatiu a la regió. Addicionalment, l'ACNUR es va encarregar de proporcionar informes sobre mesures de creació d'edificis de confiança i terminis per a la seva implementació.
Finalment, es va demanar al Secretari General que presentés un calendari revisat per a la celebració d'un referèndum sobre l'autodeterminació pel poble del Sàhara Occidental i les conseqüències financeres, d'acord amb el Pla de Regularització.